# هوارد إليوت
هوارد إليوت (بالإنجليزية: Howard Elliott)‏ هو سياسي أمريكي، ولد في 29 يونيو 1904، وتوفي في 22 مايو 1985. حزبياً، نشط في الحزب الجمهوري. وقد انتخب عضو مجلس نواب ولاية ميسوري.